# 785
| 785                |
| ------------------ |
| Dødsfald - Fødsler |
|                    |

| Gregoriansk kalender | 785 DCCLXXXV            |
| Ab urbe condita      | 1538                    |
| Armensk kalender     | 234 ԹՎ ՄԼԴ              |
| Kinesiske kalender   | 3481 – 3482 甲子 – 乙丑 |
| Etiopisk kalender    | 777 – 778               |
| Jødisk kalender      | 4545 – 4546             |
| Hindukalendere       |                         |
| - Vikram Samvat      | 840 – 841               |
| - Shaka Samvat       | 707 – 708               |
| - Kali Yuga          | 3886 – 3887             |
| Iransk kalender      | 163 – 164               |
| Islamisk kalender    | 168 – 169               |

Se også 785 (tal)